# Älvsborgssimningen
Älvsborgsimningen i Göteborg var en långdistanssimning som pågick under åren 1924-1939 i Göta Älvs mynning. De första åren startade damerna från Älvsborgsön (Nya Älvsborgs fästning) och herrarna från Rya Nabbe, målgången skedde i Saltholmen. Senare flyttades starten till respektive Tångudden och Nya Varvets norra kaj med målet framför Långedrags restaurang. 1930 flyttades start och mål till Saltholmens simstadion och man simmade runt Jonsholmarna (simmades i två varv). Herrarnas bana återflyttades till start från Nya Varvet 1936. Man kämpade mot strömmar, kyla, maneter och tilltagande nedsmutsning av Göta Älvs utlopp. Till slut ansåg man sig inte kunna fortsätta och sista gången simningen genomfördes var 1939.

## Älvsborgsimningens segrare

### Herrar
- 1924 - Holger Arvidsson, Simavdelningen 1902
- 1925 - Erik Andersson-Andersjö, Simavdelningen 1902
- 1926 - Holger Arvidsson, Simavdelningen 1902
- 1927 - Hilding Björck, Simklubben Neptun
- 1928 - Hilding Björck, Simklubben Neptun
- 1929 - Hjalmar Lindh, Simavdelningen 1902
- 1930 - Hilding Björck, Simklubben Neptun
- 1931 - Hjalmar Lindh, Simavdelningen 1902
- 1932 - Nils Blomstervall, Simavdelningen 1902
- 1933 - Sixten Thulin, IF Elfsborg (simsektion till 1972, därefter Simklubben Elfsborg)
- 1934 - Ingen simning
- 1935 - Nils Blomstervall, Simavdelningen 1902
- 1936 - Nils Blomstervall, IF Elfsborg
- 1937 - Nils Blomstervall, Simavdelningen 1902
- 1938 - Nils Blomstervall, Simavdelningen 1902
- 1939 - Nils Blomstervall, Simavdelningen 1902

### Damer
- 1924 - Hjördis Töpel[1], Simklubben Najaden
- 1925 - Aina Berg,[2] Simklubben Najaden
- 1926 - Aina Berg, Simklubben Najaden
- 1927 - Aina Berg, Simklubben Najaden
- 1928 - Sally Bauer, Helsingborgs Simsällskap
- 1929 - Märta Österholm, Simklubben Najaden
- 1930 - Greta Blomberg, Simklubben Najaden
- 1931 - Sally Bauer, Helsingborgs Simsällskap
- 1932 - Sally Bauer, Malmö Simsällskap
- 1933 - Sally Bauer, Malmö Simsällskap
- 1934 - Ingen simning
- 1935 - Marianne Berglund, Stockholms Kappsimningsklubb
- 1936 - Inga Rapp, Örebro Simsällskap
- 1937 - Inga-Lill Hermansson, Simklubben Najaden
- 1938 - Inga-Lill Hermansson, Simklubben Najaden
- 1939 - Berit Åhrlin, Alingsås Sim och Livräddningssällskap